# Winkelhaupt und Winkelschildfuß

Winkelschildfuß

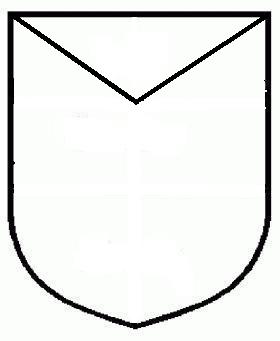
Winkelhaupt

Das Winkelhaupt und der Winkelschildfuß sind zwei Heroldsbilder in der Heraldik. 
Dargestellt wird eine Spitze an der Wappenoberseite oder im Schildfuß. Die vom oberen Schildrand oder unten im Schildfuß zur Wappenmitte zeigende Spitze darf mit ihrer  Spitzenhöhe die Höhe eines gedachten Schildhauptes, beziehungsweise Schildfußes, nicht übersteigen. Es sind vereinfacht ein Schildhaupt oder Schildfuß, an deren Stelle die verbreitete gerade Teilung vom übrigen Wappen hier in spitzer Ausführung im Wappen erscheinen. Die Beschreibung erfolgt unter Verwendung des Stichwortes.
Eine solche Wappenaufteilung wird im Französischen mantelé genannt.